# 4516 Pugovkin
4516 Pugovkin è un asteroide della fascia principale. Scoperto nel 1973, presenta un'orbita caratterizzata da un semiasse maggiore pari a 2,7779502 UA e da un'eccentricità di 0,0128918, inclinata di 4,67760° rispetto all'eclittica.
Fa parte della famiglia di asteroidi Hoffmeister.